# Драма ревнощів: усі деталі в хроніці

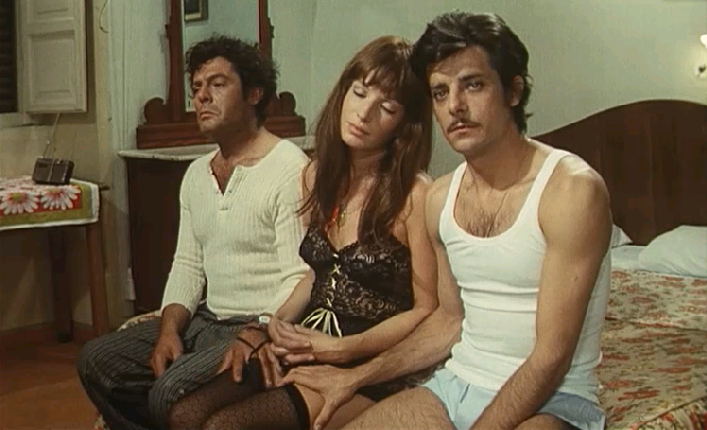
Марчелло Мастроянні (ліворуч), Моніка Вітті і Джанкарло Джанніні (праворуч) кадр з фільму.

«Драма ревнощів: усі деталі в хроніці» (італ. «Dramma della gelosia (tutti i particolari in cronaca)») — італійська драматична кінокомедія режисера Етторе Сколи з Марчелло Мастроянні, Монікою Вітті і Джанкарло Джанніні у головних ролях, випущена 18 січня 1970 року.

## Сюжет
Робочий-комуніст і службовець піцерії закохуються в одну жінку — Аделаїду, продавчиню квітів. Ревнощі стають причиною конфлікту, який призводить до сумних наслідків.

## У ролях
| Марчелло Мастроянні   | ···· | Оресте Нарді   |
| Моніка Вітті          | ···· | Аделаїда       |
| Джанкарло Джанніні    | ···· | Нелло Серафіні |
| Мануель Сарсо         | ···· | Уго            |
| Маріса Мерліні        | ···· | Сільвана       |
| Еркулес Кортес        | ···· | Амлето Ді Мео  |
| Фернандо Санчес Полак | ···· | комуніст       |
| Джойя Дезідері        | ···· | квіткарка      |
| Хуан Дієго            | ···· | Оресте         |
| Бруно Шіпіоні         | ···· | піццерист      |

## Знімальна група
| Режисер    | ···· | Етторе Скола                                     |
| Сценарій   | ···· | Адженоре Інкроччі, Фуріо Скарпеллі, Етторе Скола |
| Продюсер   | ···· | Піо Анджелетті, Адріано Де Мікелі                |
| Оператор   | ···· | Карло Ді Пальма                                  |
| Композитор | ···· | Армандо Тровайолі                                |
| Художник   | ···· | Лучано Річчері, Еціо Алтері                      |
| Монтаж     | ···· | Альберто Галлітті                                |

## Нагороди
- 1970 — Каннський кінофестиваль
  - Найкраща головна чоловіча роль — Марчелло Мастроянні
- 1970 — Срібна стрічка
  - Найкращий сценарій — Адженоре Інкроччі і Фуріо Скарпеллі
  - Найкращий актор — Марчелло Мастроянні
  - Найкраща акторка — Моніка Вітті
  - Найкращий актор другого плану — Джанкарло Джанніні
- 1970 — Золотий глобус
  - Найкраща акторка — Моніка Вітті
- 1970 — Grolla d'oro
  - Найкраща акторка — Моніка Вітті

## Оцінки
| Ліві лапки | «У США ця картина демонструвалася під назвою „Піца-трикутник“, що надавало особливого шарму та пікантності фарсовій історії кохання до однієї жінки, продавчині квітів Аделаїди, відразу двох чоловіків — Оресте, безробітного комуніста, і Нелло, мешканця півдня, службовця піцерії. Мабуть, це був перший фільм на той час вже 39-річного режисера Етторе Сколи, який отримав міжнародну популярність, особливо після показу на Каннському фестивалі, де Марчелло Мастроянні, який зіграв ревнивого "лівака" Оресте, якому не щастило, завоював приз за найкращу чоловічу роль. Скола спочатку пройшов багаторічний шлях сценариста, беручи участь у створенні чималої кількості "комедій по-італійськи", починаючи ще з 50-х років. У цій же стрічці він додав до соціально-сатиричної та ексцентричної традиції своїх ранніх режисерських робіт вагому частку похмурої іронії, їдкого сарказму, що пізніше буде розвинуто в одному з найкращих творів італійського кіно за всю історію — в трагікомедії „Огидні, брудні, злі“. Причому уїдливий гумор, часом досить злий, стосується зовсім не нещасних героїв, що заплуталися в своїх інтимних стосунках, а до тієї ідіотської дійсності, яка калічить людей, змушує втрачати контроль над собою, зриватися в шаленстві і робити навіть замах на вбивство. Підзаголовок "всі деталі в хроніці" начебто має чисто сюжетне пояснення: ласа до сенсацій кримінальна хроніка з радістю смакує обставини кримінальної справи на ґрунті ревнощів, що цікаво будь-яким глядачам не лише в Італії. Але для постановника по-справжньому важливо відновити ретроспективно саме всі подробиці того, що сталося, щоб проаналізувати і зрозуміти на прикладі окремого випадку чвар двох чоловіків через жінку явища більш загального і суспільно значимого порядку (цікаво, що сам Етторе Скола тоді належав до італійської компартії). Його досвід у жанрі соціального фарсу також може бути схожим з подальшими пошуками Ліни Вертмюллер, для якої, до речі, молодий актор Джанкарло Джанніні, по суті, відкритий Сколе в „Драмі ревнощів“, став головним виконавцем в 70-ті роки. У тому числі вона зняла його в своєму фільмі „Кривава сутичка двох чоловіків через вдову“. Підозрюються "політичні мотиви", де герої Джанніні і Мастроянні змагалися між собою вже через любов до однієї сицилійки, яку зіграла Софі Лорен» — Сергій Кудрявцев, книга „3500 кінорецензій“ (1992) | Праві лапки |

## Факти
- У США ця картина демонструвалася під назвою «Піца-трикутник».[2]